# シークレット・ガーデン (2020年の映画)
『シークレット・ガーデン』（原題:The Secret Garden）は2020年に公開されたイギリスのドラマ映画である。監督はマーク・ミュンデン、主演はディキシー・エジャリックが務めた。本作はフランシス・ホジソン・バーネットが1911年に発表した小説『秘密の花園』を原作としており、同小説が映画化されるのは本作で4回目となった。

## 概略
1947年、メアリー・レノックスは両親をコレラで亡くし、叔父のアーチボルド・クレイヴン卿に引き取られることになった。ところが、メアリーは気難しい上に無愛想だったため、周囲の人たちとなじむことができなかった。また、クレイヴン卿は研究にかかりきりで実の息子（コリン）の面倒すら見ておらず、メアリーの世話も使用人のミセス・メドロックに任せきっていた。メドロックの教育は厳格そのもので、メアリーは息が詰まる日々を送っていた。そんな彼女にとって、唯一の気晴らしが近所の森を探検することであった。
ある日、メアリーがいつものように森を探検していると、壁に囲まれた一画を発見した。そこはクレイヴン卿の亡き妻が管理していた庭園であった。メアリーは使用人のディコンの協力の下、荒れ果てた庭園を蘇らせる作業に着手した。その過程で、メアリーはコリンとも徐々に心を通わせていくのだった。そして、ついにはある奇跡が起きる。

## キャスト
- メアリー・レノックス：ディキシー・エジャリック
- アーチボルド・クレイヴン卿：コリン・ファース
- ミセス・メドロック：ジュリー・ウォルターズ
- コリン・クレイヴン：イーダン・ヘイハースト
- ディコン：アミール・ウィルソン
- マーサ：アイシス・デイヴィス
- アリス：メイヴ・ダーモディ

## 製作
2016年6月7日、スタジオカナルが『秘密の花園』の映画化を進めていると報じられた。2018年1月、マーク・ミュンデンが本作の監督に起用された。4月23日、本作の主要撮影がイングランドで始まった。27日、コリン・ファースとジュリー・ウォルターズがキャスト入りした。2019年9月10日、ダリオ・マリアネッリが本作で使用される楽曲を手がけるとの報道があった。2020年9月4日、デッカ・クラシックスが本作のサウンドトラックを発売した。映画と同名のエンディング曲はオーロラが担当している。

## 公開・マーケティング
当初、本作はスタジオカナルUKの配給で2020年4月3日に全英公開される予定だったが、新型コロナウイルスの感染拡大を受け、同年8月14日に公開日が延期された。8月4日、スカイが本作の全英配給権をスタジオカナルUKから買い取ったと報じられた。24日、本作のオフィシャル・トレイラーが公開された。

## 評価
本作は批評家から好意的に評価されている。映画批評集積サイトのRotten Tomatoesには90件のレビューがあり、批評家支持率は67%、平均点は10点満点で6.1点となっている。サイト側による批評家の見解の要約は「『シークレット・ガーデン』は原作小説に独自の解釈を加えているが、その精神には忠実な作品である。『秘密の花園』の映像化作品に魅力的な一作が加わった。」となっている。また、Metacriticには20件のレビューがあり、加重平均値は59/100となっている。